# گولیتس-کولونگا
گولیتس-کولونگا (به لاتین: Golice-Kolonia) یک روستا در لهستان است که در گمینا شدلتسه واقع شده‌است.